# BlaQKout
Albums par DJ Quik
Born and Raised in Compton: The Greatest Hits
(2006) The Book of David
(2010)
Albums par Kurupt
The Frank and Jess Story
(2008) Tha Tekneek Files
(2009)
Singles
1. Hey Playa (Moroccan Blues)
Sortie : 5 mai 2009
2. Whatcha Wan Do
Sortie : 5 mai 2009

BlaQKout est un album collaboratif de DJ Quik et Kurupt, sorti le 9 juin 2009.
L'album s'est classé 9e au Top Independent Albums, 11e au Top R&B/Hip-Hop Albums et 61e Billboard 200.

## Liste des titres
| No  | Titre                                                             | Contient un (des) sample(s) de                                | Durée |
| --- | ----------------------------------------------------------------- | ------------------------------------------------------------- | ----- |
| 1.  | BlaQKout                                                          |                                                               | 3:01  |
| 2.  | Cream N Ya Panties (featuring Tre Mak)                            |                                                               | 4:05  |
| 3.  | Do You Know                                                       | Anniversary de Tony! Toni! Toné! Back to Life de Soul II Soul | 3:28  |
| 4.  | Whatcha Wan Do (featuring Problem et Yo-Yo)                       |                                                               | 3:33  |
| 5.  | Ohh!                                                              |                                                               | 3:15  |
| 6.  | Fuck Y'all (featuring Puff Johnson)                               |                                                               | 3:14  |
| 7.  | Hey Playa (Moroccan Blues)                                        |                                                               | 4:21  |
| 8.  | Exodus                                                            |                                                               | 3:02  |
| 9.  | 9x's Outta 10                                                     |                                                               | 2:55  |
| 10. | Jupiter's Critic & the Mind of Mars                               |                                                               | 2:28  |
| 11. | The Appeal                                                        |                                                               | 3:37  |
| 12. | Problem: The B Stands for Beautiful (Skit)                        |                                                               | 1:20  |
| 13. | Whatcha Wan Do (Alternative Version) (featuring Problem et Yo-Yo) |                                                               |       |

| 14. | Bees to the Honey | 3:58 |